# Ловци (Јагодина)
Ловци су насељено место града Јагодине у Поморавском округу. Према попису из 2022. има 637 становника (према попису из 2011. било је 798 становника).
Овде се налазе Храм Свете Тројице, Запис липа код цркве и Запис брест у Гају.

## Демографија
У насељу Ловци живи 700 пунолетних становника, а просечна старост становништва износи 43,2 година (42,2 код мушкараца и 44,2 код жена). У насељу има 250 домаћинстава, а просечан број чланова по домаћинству је 3,44.
Ово насеље је великим делом насељено Србима (према попису из 2002. године), а у последња три пописа, примећен је пораст у броју становника.
|  |

| Демографија | Демографија | Демографија |
| Година      | Становника  | Становника  |
| ----------- | ----------- | ----------- |
| 1948.       | 1.103       |             |
| 1953.       | 1.148       |             |
| 1961.       | 1.176       |             |
| 1971.       | 1.086       |             |
| 1981.       | 1.021       |             |
| 1991.       | 1.033       | 952         |
| 2002.       | 861         | 1.007       |
| 2011.       | 798         |             |
| 2022.       | 637         |             |

| Етнички састав према попису из 2002.‍ | Етнички састав према попису из 2002.‍ | Етнички састав према попису из 2002.‍ | Етнички састав према попису из 2002.‍ | Етнички састав према попису из 2002.‍ |
| ------------------------------------ | ------------------------------------ | ------------------------------------ | ------------------------------------ | ------------------------------------ |
|                                      |                                      |                                      |                                      |                                      |
| Срби                                 | Срби                                 |                                      | 846                                  | 98,25%                               |
| Румуни                               | Румуни                               |                                      | 3                                    | 0,34%                                |
| Власи                                | Власи                                |                                      | 3                                    | 0,34%                                |
| Црногорци                            | Црногорци                            |                                      | 1                                    | 0,11%                                |
| непознато                            | непознато                            |                                      | 0                                    | 0,0%                                 |

| Година пописа     | 1948. | 1953. | 1961. | 1971. | 1981. | 1991. | 2002. |
| ----------------- | ----- | ----- | ----- | ----- | ----- | ----- | ----- |
| Број домаћинстава | 231   | 243   | 264   | 264   | 264   | 259   | 250   |

| Број чланова      | 1  | 2  | 3  | 4  | 5  | 6  | 7  | 8 | 9 | 10 и више | Просек |
| ----------------- | -- | -- | -- | -- | -- | -- | -- | - | - | --------- | ------ |
| Број домаћинстава | 42 | 51 | 44 | 40 | 34 | 25 | 10 | 2 | 1 | 1         | 3,44   |

| Пол    | Укупно | Неожењен/Неудата | Ожењен/Удата | Удовац/Удовица | Разведен/Разведена | Непознато |
| ------ | ------ | ---------------- | ------------ | -------------- | ------------------ | --------- |
| Мушки  | 372    | 102              | 234          | 26             | 10                 | 0         |
| Женски | 364    | 52               | 233          | 70             | 9                  | 0         |
| УКУПНО | 736    | 154              | 467          | 96             | 19                 | 0         |

| Пол    | Укупно                    | Пољопривреда, лов и шумарство | Рибарство                            | Вађење руде и камена | Прерађивачка индустрија       |
| ------ | ------------------------- | ----------------------------- | ------------------------------------ | -------------------- | ----------------------------- |
| Мушки  | 167                       | 57                            | 0                                    | 0                    | 69                            |
| Женски | 75                        | 45                            | 0                                    | 0                    | 6                             |
| УКУПНО | 242                       | 102                           | 0                                    | 0                    | 75                            |
| Пол    | Производња и снабдевање   | Грађевинарство                | Трговина                             | Хотели и ресторани   | Саобраћај, складиштење и везе |
| Мушки  | 3                         | 8                             | 7                                    | 2                    | 7                             |
| Женски | 0                         | 0                             | 6                                    | 2                    | 0                             |
| УКУПНО | 3                         | 8                             | 13                                   | 4                    | 7                             |
| Пол    | Финансијско посредовање   | Некретнине                    | Државна управа и одбрана             | Образовање           | Здравствени и социјални рад   |
| Мушки  | 0                         | 2                             | 4                                    | 3                    | 0                             |
| Женски | 1                         | 0                             | 3                                    | 8                    | 4                             |
| УКУПНО | 1                         | 2                             | 7                                    | 11                   | 4                             |
| Пол    | Остале услужне активности | Приватна домаћинства          | Екстериторијалне организације и тела | Непознато            | Непознато                     |
| Мушки  | 4                         | 0                             | 0                                    | 1                    | 1                             |
| Женски | 0                         | 0                             | 0                                    | 0                    | 0                             |
| УКУПНО | 4                         | 0                             | 0                                    | 1                    | 1                             |